# Фоної
Фоної (грец. Φονος; однина: Фонос) були «жахливими» чоловічими уособленнями вбивства. Належали до нащадків Ериди.
Гесіод у «Теогонії» називав матір'ю Фоноїв Ериду («сварка»). Там вони згадуються серед чотирьох уособлень: Гісманаї («бійки»), Махаї (битви), Фоної (вбивства) та Андротаксії (бійні). Майже ідентичний рядок із переліком тих самих чотирьох уособлень у тому ж порядку зустрічається в «Одіссеї» Гомера, де Одіссей описує прикраси на золотому поясі Геракла. В епічній поемі Гесіода «Щит Геракла» Фонос (в однині) був однією з багатьох фігур, зображених на щиті Геракла.